# What a Man!
Pour plus de détails, voir Fiche technique et Distribution.
What a Man! est un film britannique réalisé par Edmond T. Gréville, sorti en 1938.

## Synopsis
Inconnu.

## Fiche technique
- Titre : What a Man!
- Réalisation : Edmond T. Gréville
- Scénario : Jackie Marks et Basil Mason
- Photographie : Ernest Palmer
- Musique : Walter Goehr
- Pays d'origine : Royaume-Uni
- Format : Noir et blanc - 1,37:1 - Mono
- Date de sortie : 1938

## Distribution
- Sydney Howard : Samuel Pennyfeather
- Vera Pearce : Emily Pennyfeather
- John Singer : Harold Bull
- H.F. Maltby : Sergent Bull
- Ivor Barnard : Maire
- Jenny Laird : Daisy Pennyfeather
- Robert Adair : Lord Bromwich